# Dvorecký most
Dvorecký most (také označovaný Městský most Zlíchov – Dvorce) je rozestavěný most pro městskou hromadnou dopravu (včetně tramvají), cyklisty a chodce přes Vltavu v Praze, z pomezí Hlubočep a Smíchova v okolí křižovatky Lihovar do Podolí.
Kvůli své složitosti byl opakovaně označen za „umělecké sochařské dílo přes řeku“ nebo objekt, který je spíš „sochou než dopravní stavbou“.

## Historie záměru
Monumentální most mezi Zlíchovem a Braníkem byl navrhován v letech 1939–1942. Podle jednoho z návrhů měl být most patrový, po horní mostovce měl vést dálniční okruh, místní komunikace a cyklostezky, po dolní mostovce železnice, městská rychlodráha a chodníky pro chodce. Protektorátní plány se neuskutečnily, funkce zamýšleného Zlíchovského mostu později zčásti převzaly Branický most a Barrandovský most.
Postavení mostu poblíž zlíchovského lihovaru bylo navrženo v roce 2003. Městské části Praha 5 i Praha 4 v roce 2003 návrh na most uvítaly. Most je zahrnutý v územním plánu.[kdy?] Výstavba byla v územním plánu podmíněná dokončením úseku Městského okruhu mezi Radlickou a Strakonickou ulicí (který byl zprovozněn roku 2002 a nese název Dobříšská).
Nejbližším silničním a tramvajovým mostem po proudu řeky je nyní Palackého most. Současně s mostem Zlíchov – Dvorce byl v roce 2003 navržen a zanesen do územního plánu i tzv. výtoňský silniční most, který by v niveletě nábřežních komunikací spojoval Výtoň a Smíchov v těsném sousedství železničního mostu, ale Praha 5 se k němu v roce 2003 postavila odmítavě.
Navrhováno bylo rovněž zřízení tramvajové tratě v Jeremenkově ulici a obnovení tramvajové sítě v oblasti Pankráce a Krče. V roce 2008 Dopravní podnik hl. m. Prahy datoval plánované otevření mostu rokem 2012 a navazující tramvajovou trať rokem 2013. Na pravém břehu Vltavy byla u mostu navržena také lanovka na Kavčí hory, pravděpodobně pozemní.
Původně byl most plánován jako silniční a tramvajový pro místní dopravu.
Místní organizace Strany zelených v Praze 4 měla v roce 2008 ve svém programu vyjmout most z územního plánu – jako důvody proti výstavbě uváděla nevratné zničení přirozeného vltavského břehu a zavlečení průjezdné dopravy (včetně alternativního spojení k magistrále) do klidných obytných čtvrtí Podolí, Dvorce, Braník.
V roce 2018 bylo potvrzeno, že má most sloužit především pro tramvajovou, autobusovou a pěší dopravu a automobilová doprava má mít na most vjezd zakázán. Počítá se zde i s cyklistickou dopravou, pro kterou zde mají být vyhrazeny dva cyklopruhy. Most by měl odlehčit části dopravy z Barrandovského mostu. Na smíchovské straně mostu je navrhována zastávka MHD s názvem Dvorecký most, umožňující přestup mezi tramvajemi a autobusy jezdícími po mostu.

## Poloha
V původních návrzích most ústil na Dvorecké náměstí, vstřícně Jeremenkově ulici. V návrhu nového územního plánu je pravobřežní konec mostu situován do úrovně jižního okraje areálu plaveckého stadionu Podolí, mezi Žluté lázně a plavecký stadion, severně od Jeremenkovy ulice.
I po přemístění záměru do severnější polohy však v územním plánu zůstal most ještě v lednu 2022 zakreslen v původní poloze, na Dvorce proti Jeremenkově ulici.

## Podoba mostu
V roce 2017 byla vyhlášena architektonická soutěž na podobu mostu. Celkem bylo podáno 38 návrhů, v říjnu 2018 rada města ze 7 předvybraných vybrala návrh ateliérů Tubes a Atelier6, na druhém místě se umístil návrh ateliéru Santiaga Calatravy. Vítězný návrh je inspirován kubistickými prvky, respektuje okolí a tradiční pražské obloukové mosty. Cena celého projektu byla podle prvotních předpokladů jedna miliarda korun, doba výstavby pak šest let. Součástí řešení je návrh tramvajové a autobusové zastávky Dvorecký most na smíchovské straně mostu.
Realizační dokumentaci vypracovaly společnosti Pragoprojekt a Pontex (Petr Souček a Martin Blatský).

### Kritika podoby
Most byl kritizován stavebními inženýry a odborníky na betonové mosty. Např. Jan L. Vítek konstatuje jako hlavní problémy mostu:
- Komora mostu je obtížná přístupná pro revize z důvodu malých členěných dutin mostu.
- Komplikovaná geometrie (ani jeden příčný řez na mostě není identický, všechny jsou proměnné), je nutná výstavba na pevné skruži, která je pomalá a drahá. Vyžaduje také postupné zabrání celého říčního profilu. Bednění pro proměnný průřez nelze použít opakovaně a roste spotřeba materiálu na jeho výrobu.[20]
- Složitá je i trajektorie předpínací výztuže, s výškovým i půdorysným zakřivením – kvůli tomu jsou i ztráty předpínací síly větší (nutno nahradit vyšší spotřebou předpínací oceli) a kvůli koncentrovaným napětím je nutno zvýšit spotřebu i betonářské výztuže. Betonářská výztuž se skládá z tisíců rozdílných proměnných položek, dokumentace výztuže je rozkreslena na stovkách výkresů.[21]
- Architektonický požadavek na minimalizaci pracovních spár na viditelných plochách opět vede k zvýšené spotřebě betonářské výztuže.
- Most je navržen z bílého betonu tříd C30/37 – C45/55, na jehož výrobu je nutný bílý cement (CEM II 42,5), ten ale při hydrataci vyvíjí velké množství tepla. V masivních konstrukcích mostu pak musel být instalován chladicí systém, který opět zvýšil energetickou náročnost stavby. Bílý cement nebylo možné získat z lokálních zdrojů, ale byl dovážen ze Slovenska.[21][22]

Stavba je z uvedených důvodů nenaplňuje principy udržitelného rozvoje a je hodnocena jako nepříznivá k životnímu prostředí.

## Výstavba

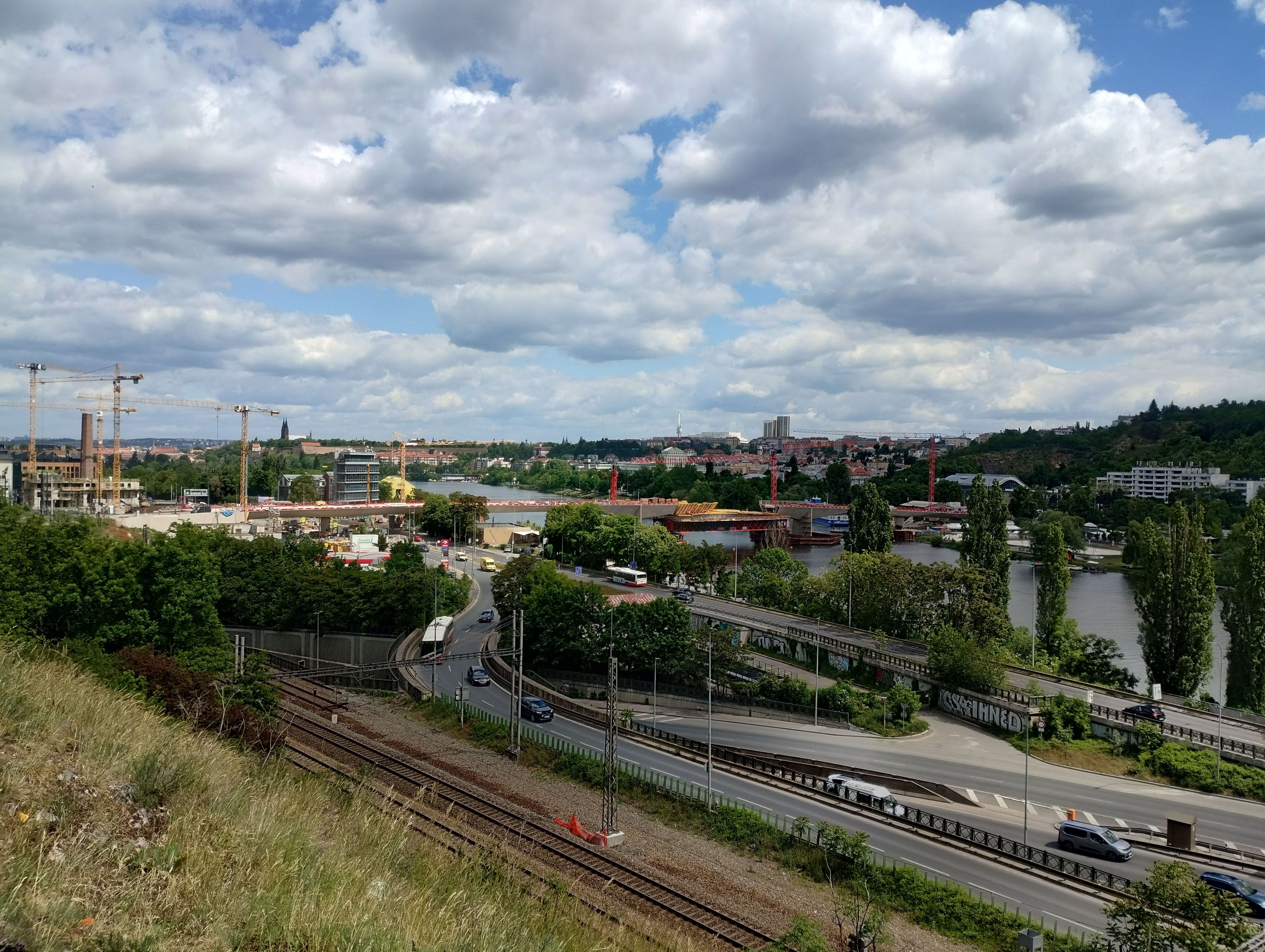
Pohled na rozestavěný most od kostela svatého Filipa a Jakuba na Zlíchově (květen 2025)

Dopravní podnik během tramvajové výluky na Barrandov v roce 2020 s předstihem založil trojúhelníkovou odbočku k budoucímu Dvoreckému mostu.
V červnu roku 2021 Praha odsouhlasila vypsání tendru na výstavbu za 972 milionů korun. Reálné vypsání proběhlo 19. listopadu téhož roku. Projekt pro stavbu mostu měly na starost ateliéry Tubes a Atelier6 na základě výsledků architektonické soutěže. Cena projektu byla v soutěži stanovena na 132,7 milionu korun. Prostor pod mostem měl být využit pro volnočasové aktivity a kavárnu. V tendru nebyla hodnocena pouze cena, ale také délka záruční doby, délka stavby a kvalifikace firmy. Místní vodácká základna bude zbourána a projektanti dostali za úkol navrhnout její náhradu.

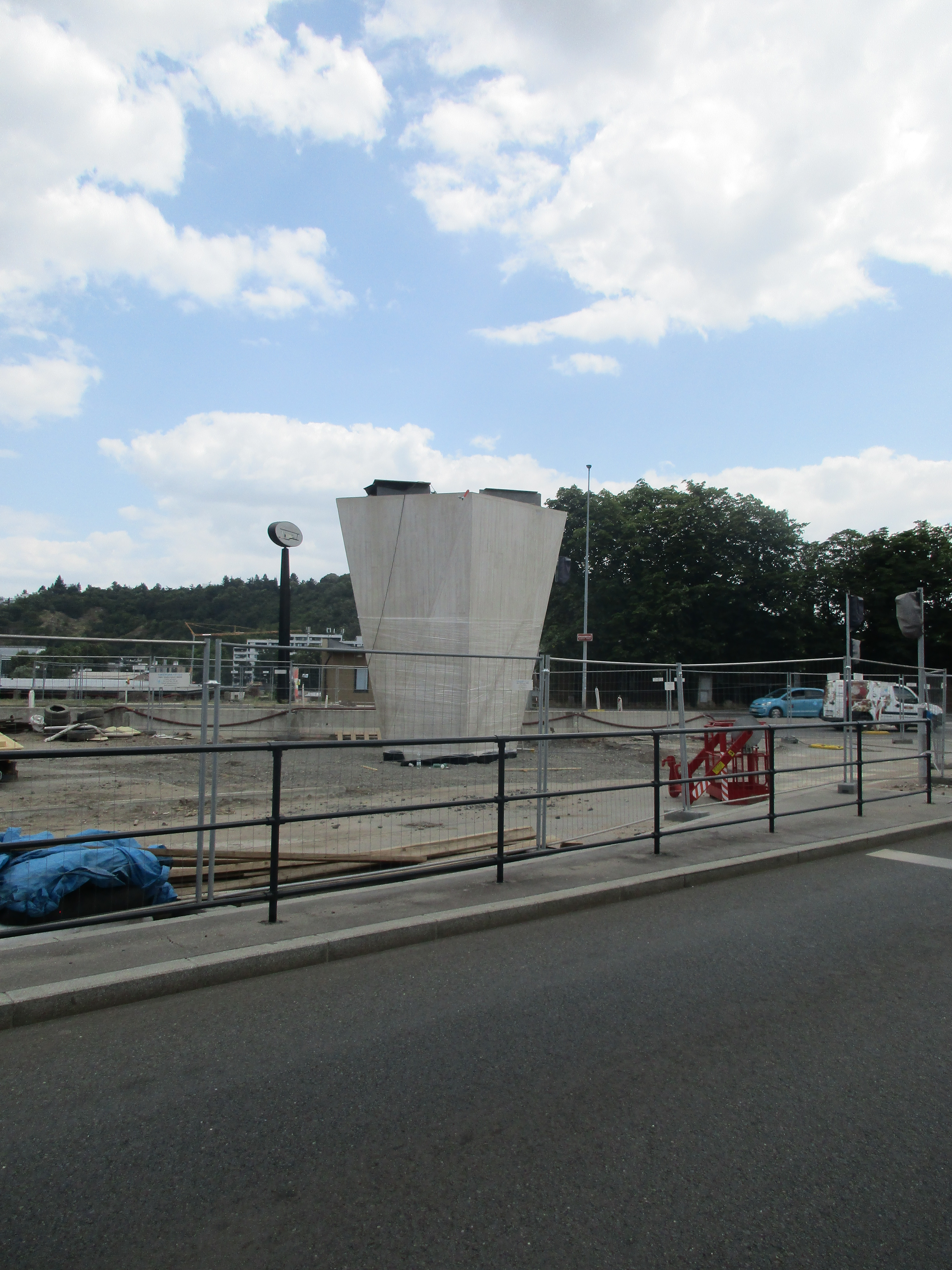
Pilíř mostu v létě 2023

Začátkem roku 2022 měla být hotová už všechna potřebná stavební povolení a měl být znám i vítěz tendru na zhotovitele. Následně se mělo začít stavět, odhadovaná délka stavebních prací byla 30 měsíců.
Dne 6. května 2022 Praha získala pravomocné stavební povolení pro stavbu mostu. Zhotovitel stavby pak byl vybrán 9. května 2022. Jedná se o sdružení firem Metrostav TBR, Firesta-Fišer, rekonstrukce, stavby a Strabag. Toto sdružení nabídlo jak nejnižší cenu (1,075 miliardy korun), tak nejkratší dobu výstavby (810 dní). Stavba byla zahájena 13. září 2022, dokončena měla být na přelomu let 2024 a 2025. V dubnu 2023 prohlásil náměstek pražského primátora pro dopravu Zdeněk Hřib, že stavba se vinou složitých geologických podmínek protáhne do roku 2025. Tento údaj byl dále zpřesněn na listopad 2025. Podle Akčního plánu 2024–2026 (omezení financování) je termín dokončení mostu stanoven na leden 2026. Podle Metrostavu (Radim Mana, 21. 7. 2024) byla však stále snaha ze strany firmy o dokončení v srpnu 2025. Úplné přemostění má být provedeno na přelomu září a října 2025. Most bude hotov v první čtvrtině roku 2026 a otevřen by měl být v březnu.

## Pojmenování
Magistrát most při přípravě označoval názvem Dvorecký most, tak je nazván i v územním plánu.
Rada městské části Praha 5 se v prosinci 2021 usnesla, že navrhne, aby se nový most jmenoval Havlův nebo Zlíchovský. Název „Havlův“ měl odkazovat nejen na prvního českého prezidenta Václava Havla, ale i na jeho děda Vácslava Havla a strýce Miloše Havla, s odkazem na nedaleké barrandovské terasy, které jsou s rodinou Havlů spojené. Název Zlíchovský je podle Prahy 5 vhodnější než Dvorecký, protože podle aktuálního stavu přípravy již most nesměřuje k původní osadě Dvorce a stejnojmenné zastávce MHD, ale severněji. Zlíchov by podle Prahy 5 měl mít při pojmenování prioritu také proto, že byl místem jedněch z nejtěžších bojů při Pražském povstání na konci druhé světové války, což je vhodné připomenout.
V lednu 2022 byly favorizovanými názvy mostu Havlův, Zlíchovský, Podolský nebo Dvorecký. „Dvorecký most“ byl pracovní název užívaný ve stavebních plánech, názvy Havlův nebo Zlíchovský doporučila rada městské části Praha 5, na názvu Podolský most se usnesla v polovině prosince 2022 rada městské části Praha 4. Praha 4 svůj návrh zdůvodnila tím, že na Dvorce most po změně plánu nepovede, ale v Podolí bude jeden z konců mostu zcela určitě.
Místopisná komise hl. m. Prahy se do ledna 2022 názvem mostu ještě vůbec nezabývala a první předběžné projednání mohlo, ale nemuselo nastat na zasedání 19. ledna 2022. Místopisná komise v té době neměla ještě ani žádné relevantní podklady o přesné době výstavby mostu, o datu jeho dokončení, o jeho konkrétní dislokaci a architektonické podobě, nemluvě o proměnách celkové společenské situace, nálad veřejnosti, postojů a požadavků politických reprezentací. Místopisná komise rady města podle svého předsedy doporučí vhodný název teprve tehdy, až budou známy technické parametry mostu, přihlédne přitom k návrhům městských částí, k případným návrhům a doporučením dalších kompetentních subjektů i k aktivně vyjádřeným názorům Pražanů. Konečné rozhodnutí je pak na radě města.
Na jednání místopisné komise RHMP 19. ledna 2022 předsedkyně informovala o dopisech a usneseních městských části Praha 4 a Praha 5 o návrzích názvů mostu. V neformální diskusi člen komise pan Zachar připomněl svůj návrh na název Baťův most, Ing. Šíma svůj návrh na název Lihovarský most. Zároveň Ing. Šíma upozornil na duplicitu názvu Podolský most s názvem mostu u obce Podolsko a původním památkově chráněným Podolským mostem. Diskuse se zaměřila na otázku, zda pojmenování spěchá. Ing. Šíma zdůraznil nutnost pojmenovat budoucí most urychleně, zatímco Ing. Sedeke a Mgr. Kubišta s nezbytností urychleného pojmenování vyslovili nesouhlas. Diskuse byla ukončena s tím, že se k ní komise vrátí při únorovém jednání.
Dopravní náměstek primátora Adam Scheinherr v lednu 2022 na dotaz uvedl: „Mně to je spíše jedno, nemám na to názor. Nechám to na místopisné komisi, já se zabývám spíš technickou stránkou. Zeptejte se pana primátora, pod nějž činnost komise spadá.“ Primátor Zdeněk Hřib na dotazy webu Pražský patriot nereagoval.
V březnu 2022 navrhl pražský náměstek pro dopravu Adam Scheinherr pojmenovat most po Madeleine Albrightové, pražské rodačce a někdejší ministryni zahraničí USA.
Podle radního Zdeňka Hřiba s pojmenováním mostu po zesnulé Madeleine Albrightové vyjádřila nesouhlas její rodina, krom toho podle ní má být pojmenována ulice v nové čtvrti Smíchov City, kde mají být ulice pojmenovány po významných ženách.
Náměstek primátora s působností pro dopravu Zdeněk Hřib a primátor Bohuslav Svoboda se v srpnu 2023 shodovali, že by most měl být pojmenován po významné ženě, protože v Praze od roku 1342, kdy byl zničen Juditin most, žádný takový most není.
Ve druhé polovině září 2023 se pojmenováním mostu měla zabývat místopisná komise rady města. Na předchozích jednáních místopisné komise bylo navrhováno pojmenování po Františce Plamínkové, Alici Masarykové nebo Anně Masarykové. Náměstek Zdeněk Hřib však tato pojmenování považoval za nepřípustná, protože si zásadu, že dvě veřejná prostranství v jedné obci nesmějí mít shodný název, mylně vyložil tak, že most nelze pojmenovat po osobě, po které již je nebo má být pojmenována ulice.
Na primátorovu výzvu na Twitteru (X), aby veřejnost navrhovala významné ženy, po nichž by most mohl být pojmenován, se v diskusi objevila například jména Milada Horáková, Věra Čáslavská nebo Libuše Šafránková. Předseda pražské buňky hnutí ANO Ondřej Prokop navrhl bývalou primátorku Adrianu Krnáčovou. Vzhledem k tomu, že pojmenovávat lze pouze po již nežijících osobách, profil Piráti Praha v reakci konstatoval, že buď je Ondřej Prokop natvrdlý, nebo je to nějaký druh morbidního humoru, kterému Piráti nerozumějí.
Redaktor deníku Metro Filip Jaroševský v reakci na primátorovu výzvu a na základě konzultace na sousedské akci ŘitkaFest v Řitce doporučil název Latin most, a to podle Laty Brandisové, první a jediné vítězce Velké Pardubické, která má vztah k zámečku v Řitce a Vltavu v jižní části Prahy překonala na loďce v rámci svého angažmá v Pražském povstání.
Ve čtenářské anketě iDnes.cz v srpnu 2023 87 % hlasujících podpořilo variantu, aby mostu byl ponechán dosavadní pracovní název Dvorecký most.
Na přelomu let 2023 a 2024) měla být o názvu mostu uspořádaná anketa na Portálu Pražana, přičemž výběr má být podle Hřiba umožněn pouze ze jmen významných ženských osobností předvybraných místopisnou komisí.
Podle zápisu z jednání místopisné komise RHMP dne 18. 12. 2024 se na návrh člena komise Michala Zachara (Pirátská strana) komise zabývala pojmenováním po Anežce České. Václav Ledvinka navrhoval název Zlíchovský most, Mgr. Lašťovka mapou demonstroval vztah mostu k bývalé osadě Dvorce, Ing. Šíma argumentoval pro název Zlíchovský a proti Dvoreckému, Mgr. Štefaňák byl pro Dvorecký, zmíněn byl i návrh pana Šedivého na pojmenování mostu po Karlu Schwarzenbergovi. V orientačním hlasování se 9 členů komise vyslovilo pro pojmenování mostu podle zeměpisných motivů a 4 podle osobností.
V lednu 2025 se místopisná komise RHMP usnesla doporučit místopisný název Dvorecký most, neakceptovala tedy snahy radního Zdeňka Hřiba, aby se most jmenoval po ženě a aby se o finálním výběru z předvybraných žen rozhodlo ve veřejném hlasování na Portálu Pražana. Jako druhý název komise doporučila most Anežky České, žádný další název by podle vyjádření člena komise již neměl být ve hře. Zdeněk Hřib si doporučení komise interpretoval tak, že v případné anketě by Pražané rozhodovali mezi těmito dvěma názvy. V anketě na webu Pražský patriot na přelomu ledna a února 2025 pro název Dvorecký most bylo 79,8 % hlasujících, pro Most Anežky České 17,9 % a pro jiný název 2,3 %.